# Modyfikacja cechy
Modyfikacja cechy – niedziedziczna zmiana fenotypu pod wpływem czynników środowiska.

## Literatura
Encyklopedia biologia ISBN 978-83-7327-756-4 Wyd. "Greg"